# Réseau Diagonal
 (mai 2021).
Si vous disposez d'ouvrages ou d'articles de référence ou si vous connaissez des sites web de qualité traitant du thème abordé ici, merci de compléter l'article en donnant les références utiles à sa vérifiabilité et en les liant à la section « Notes et références ».
Créé en 2009 sur l'initiative des Ateliers de l'Image (Centre photographique de Marseille), le Réseau Diagonal réunit des structures de production et de diffusion de photographie qui se consacrent également au développement de pratiques d’éducation à l’image. Il rassemble des institutions photographiques reconnues, des centres de photographie en région et des structures culturelles de terrain « historiquement » installées dans les territoires.

## Liste des membres du Réseau Diagonal
- Carré d'art[2], Chartres-de-Bretagne (Ille-et-Vilaine)
- Carré Amelot[3], La Rochelle (Charente-Maritime)
- Centre d'art et de photographie de Lectoure[4], Lectoure (Gers), labellisé Centre d'art contemporain d'intérêt national
- Centre d'art Gwinzegal[5], Guingamp (Côtes-d'Armor)
- Centre d'art image / imatge[6], Orthez (Pyrénées-Atlantiques)
- Centre photographique d'Ile-de-France[7], Pontault-Combault (Seine-et-Marne)
- Centre Photographique Marseille[8],(Bouches-du-Rhône)
- Centre photographique Rouen Normandie[9], Rouen (Seine-Maritime)
- Centre régional de la photographie Hauts-de-France[10], Douchy-les-Mines (Nord)
- Destin sensible / Mobilabo[11], Mons-en-Barœul (Nord)
- Diaphane - Pôle photographique en Hauts-de-France[12], Clermont-de-l'Oise (Oise)
- Galerie Confluence[13], Nantes (Loire-Atlantique)
- Galerie Le Lieu[14], Lorient (Morbihan)
- Le GRAPh[15], Carcassonne (Aude)
- Hôtel Fontfreyde, Centre Photographique, Clermont-Ferrand (Puy-de-Dôme)
- L'Imagerie[16], Lannion (Côtes-d'Armor)
- Le Lavoir Numérique[17], Gentilly (Val-de-Marne)
- La Capsule[18], Le Bourget (Seine-Saint-Denis)
- La Chambre, Strasbourg (Bas-Rhin)[19]
- Le Cri des Lumières[20], Lunéville (Meurthe-et-Moselle)
- Le Point du jour, centre d'art / éditeur, (depuis 2008)
- Maison de la photographie Robert-Doisneau[21], Gentilly (Val-de-Marne)
- Stimultania, pôle de photographie[22], Strasbourg (Bas-Rhin) et Givors (Rhône)
- Villa Pérochon, CACP, Niort (Deux-Sèvres), labellisé Centre d'art contemporain d'intérêt national
- Voies Off[23], Arles (Bouches-du-Rhône)